# 阿弥陀院 (足立区保木間)
阿弥陀院（あみだいん）は、東京都足立区にある新義真言宗の寺院。

## 歴史
寛永年間（1624年 - 1643年）、須賀外記の開基であると伝えられているが、詳細な由来は不明となっている。
門に入って右側に子育地蔵、左側に水子地蔵が安置されている。水子地蔵は1979年（昭和54年）に建立されたものである。
1960年（昭和35年）以降、墓地の整備に着手し、全部の墓を南向きに配列し直して墓地環境の改善に努めている。

## 交通アクセス
- 竹ノ塚駅より徒歩20分（経路案内）。